# ابومحمد ناصری
ابومحمد حسن ناصری پسر ابوجعفر محمد بن احمد از علویان گیلان بود که توسط آل بویه حمایت می‌شد تا بر هوسم حکومت کند.

## زندگی‌نامه
ابومحمد در زمان حکومت وشمگیر زیاری، جهت تصرف هوسم با لنگر، پسر وشمگیر، جنگید و او را در جنگ کشت. او احتمالاً در این نبرد از حمایت رکن‌الدوله حسن بویی، که به در اختیار گرفتن آن منطقه علاقه داشت و با زیاریان هم مخالف بود، برخوردار بود. ابومحمد پس از آن با مخالفت سومین پسر ابوالفضل الثائر، ابومحمد حسن امیرکا مواجه شد و امیرکا توانست او را از هوسم اخراج کند. ابومحمد پس از آن به رکن‌الدوله در ری پناه برد. درگیری میان مناذر، پادشاه جستانیان در دیلمان و الموت موجب شد علوی دیگری به نام ابوعبدالله مهدی به معرکهٔ هوسم باز شود و ابومحمد ناصری که از خویشاوندان او بود، به حمایت از جبههٔ مخالف امیرکا پرداخت و پولی که از رکن‌الدوله بویی گرفته بود را در این راه خرج کرد. امیرکا در جنگ شکست خورده و ابومحمد امامت ابوعبدالله المهدی را پذیرفت.
پس از آن که در سال ۳۶۰ هجری ابوعبدالله مهدی درگذشت، امیرکا به هوسم بازگشت و جانشین او شد. ابومحمد ناصری این مسئله را نپذیرفته و با حمایت رکن الدوله، با امیرکا به مناقشه پرداخت. او امیرکا را اسیر کرد و کشت و با به رسمیت شناختن حاکمیت رکن الدوله بر هوسم، حکومت خود را مجدداً آغاز کرد. بیستون زیاری در این اثنا به حکومت رسیده و یکی از اقوام امیرکا به نام حسین الثائر را تجهیز نموده و فرستاد تا شهر را فتح کند. پس از شکست حسین توسط ابومحمد و کشته شدن او، پسر حسین به نام ابوالحسن علی ثائری انتقام او را گرفت و در ۳۶۴ هجری ناصریان را از هوسم بیرون کرد و با به رسمیت شناختن حکومت زیاریان، در آنجا حکومت کرد. او تا سال ۳۶۹ هجری در هوسم قدرت داشت؛ در حالی که ابومحمد بیهوده به دنبال حمایت حاکمان مختلف بود.